# Miguel Muñoz de Córdoba

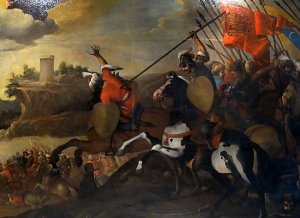
Batalla de Cabalgadores, 1723, óleo sobre lienzo, Ayuntamiento de Lorca, sala de Cabildos.

Miguel Muñoz de Córdoba (Antequera, 1661-Lorca, 1725) fue un pintor barroco español. 
Natural de Antequera, se estableció tempranamente en Lorca donde según Ceán Bermúdez colaboró con Pedro Camacho Felizes en la pintura de los cuadros de la vida de san Pedro Nolasco del claustro del convento de la Merced. También según Ceán, eran suyos muchos de los cuadros de la vida de san Francisco del convento de franciscanos de Cartagena, firmados los del bautismo y la estigmatización «Muñoz en Lorca 1696». Se han conservado —muy restaurados— los seis lienzos de batallas de gran formato que pintó entre 1722 y 1723 para el Ayuntamiento de Lorca, encargados por el cabildo con objeto de ampliar y renovar un ciclo de pinturas de hechos heroicos de la historia local iniciado ya en 1506 y vuelto a pintar en 1550 por Alonso de Monreal. Con mejor color que dibujo, Muñoz de Córdoba se ocupaba en dicha serie de los hechos gloriosos de la historia lorquina desde su reconquista por Alfonso X el Sabio, así como de las mercedes concedidas por los monarcas a sus habitantes en recompensa por las hazañas que habían protagonizado en la guerra contra el reino nazarí de Granada, de modo semejante a otros ciclos de exaltación local próximos, como el pintado al fresco en los lunetos de la iglesia de Santa María la Real de las Huertas, en la misma ciudad de Lorca.